# Waterford Harbour

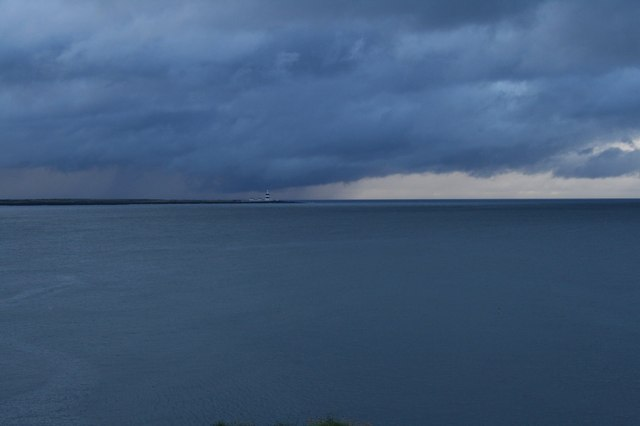
Waterford Harbour vu de Dunmore East ; au fond, le phare de Hook.

Waterford Harbour (Loch Dá Chao / Cuan Phort Láirge en irlandais) est un havre naturel à l'embouchure des Three Sisters — la Barrow, la Nore et la Suir — en Irlande. Il est navigable jusqu'à Waterford et New Ross. Le port de Waterford peut accueillir des navires jusqu'à 32 000 tpl. 
Waterford Harbour sépare le comté de Waterford, à l'ouest, et le comté de Wexford, du côté est de l'estuaire. Sur sa rive occidentale se trouve Dunmore East, un village de pêcheurs, également une destination de vacances très populaire. Ce village est considéré comme la limite ouest de Waterford Harbour. 
À la limite est, à Hook Head (en), sur la péninsule de Hook, se trouve le phare de Hook, le plus ancien phare d'Irlande.